# Projeção cilíndrica

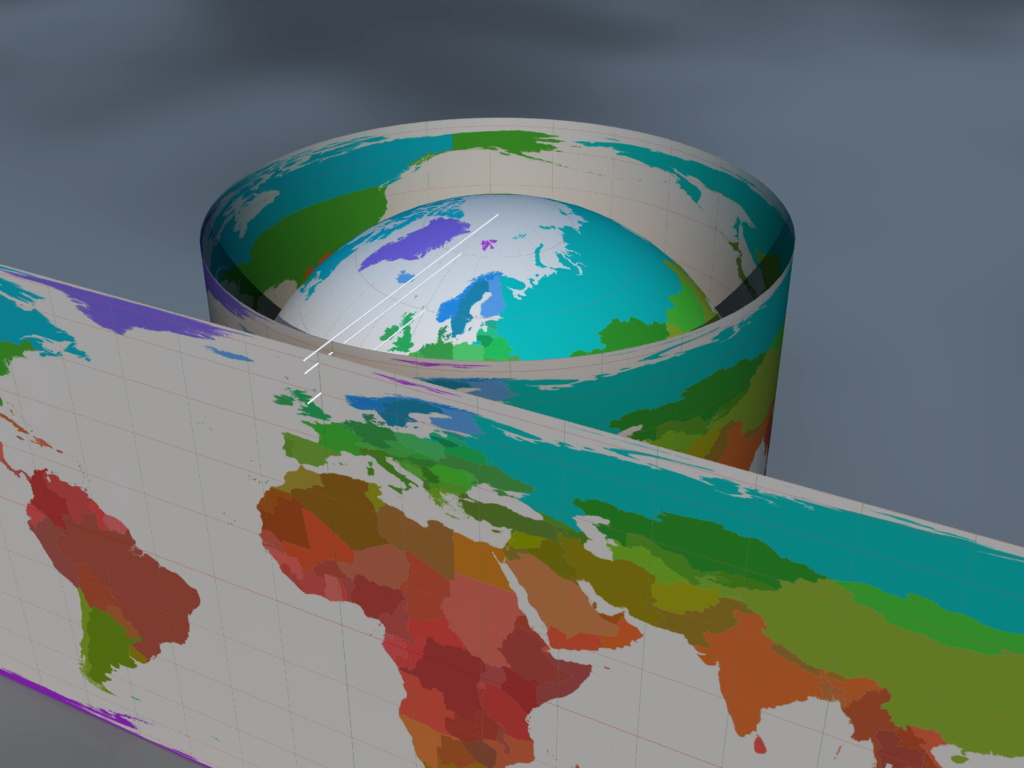
Como é produzida a projeção cilíndrica do planeta Terra.

Projeção cilíndrica é a projeção cartográfica em que o esferoide (ou parte do esfeide) é projetado sobre um cilindro tangente ou secante.
No caso do projeto de uma esfera sobre um cilindro tangente ao seu equador ou secantemente em dois paralelepipedos de mesma latitude absoluta (a projeção cilíndrica equatorial), os meridianos e paralelos são representados por linhas retas paralelas, fazendo um ângulo de noventa graus entre si, sendo a distância entre meridianos constante.
Caso o cilindro esteja em uma posição horizontal, ou seja, seu eixo seja perpendicular ao eixo de rotação da Terra, a projeção é a projeção cilíndrica transversa. Um caso importante a projeção cilíndrica transversa é a projeção Universal Transversa de Mercator, em que um cilindro transverso e secante ao elipsoide é usado para projetar a Terra em uma projeção conforme.
Caso o cilindro esteja em outra posição, ou seja, formando um ângulo entre 0 e 90 graus em relação ao eixo de rotação da Terra, a projeção é a projeção cilíndrica oblíqua.

## Exemplos
- Projeção cilíndrica equidistante - cilíndrica, equatoriaequidistante
- Projeção de Mercator - cilíndrica, equatorial e conforme; criada por Gerhard Kramer
- Projeção cilíndrica de Lambert - cilíndrica, equatorial tangente e equivalente
- Projeção de Gall-Peters - cilíndrica, equivalente e secante nos paralelos de latitudes 45oN e 45oS
- Universal Transversa de Mercator - cilíndrica, transversa, secante e conforme; criada por Gerhard Kramer